# Harmonie (program)
Harmonie je volně šiřitelný program určený jako pomůcka při výuce hudební harmonie na školách a jako pomůcka při komponování skladeb. Ovládá pravidla klasické evropské harmonie, na základě kterých umí zkontrolovat zadané noty a akordy a upozornit na případné harmonické chyby v nich.

## Česká lokalizace
V současnosti je program k dispozici v angličtině a slovenštině. Uživatelská příručka je však k dispozici také v češtině. 